# Edward F. Noyes

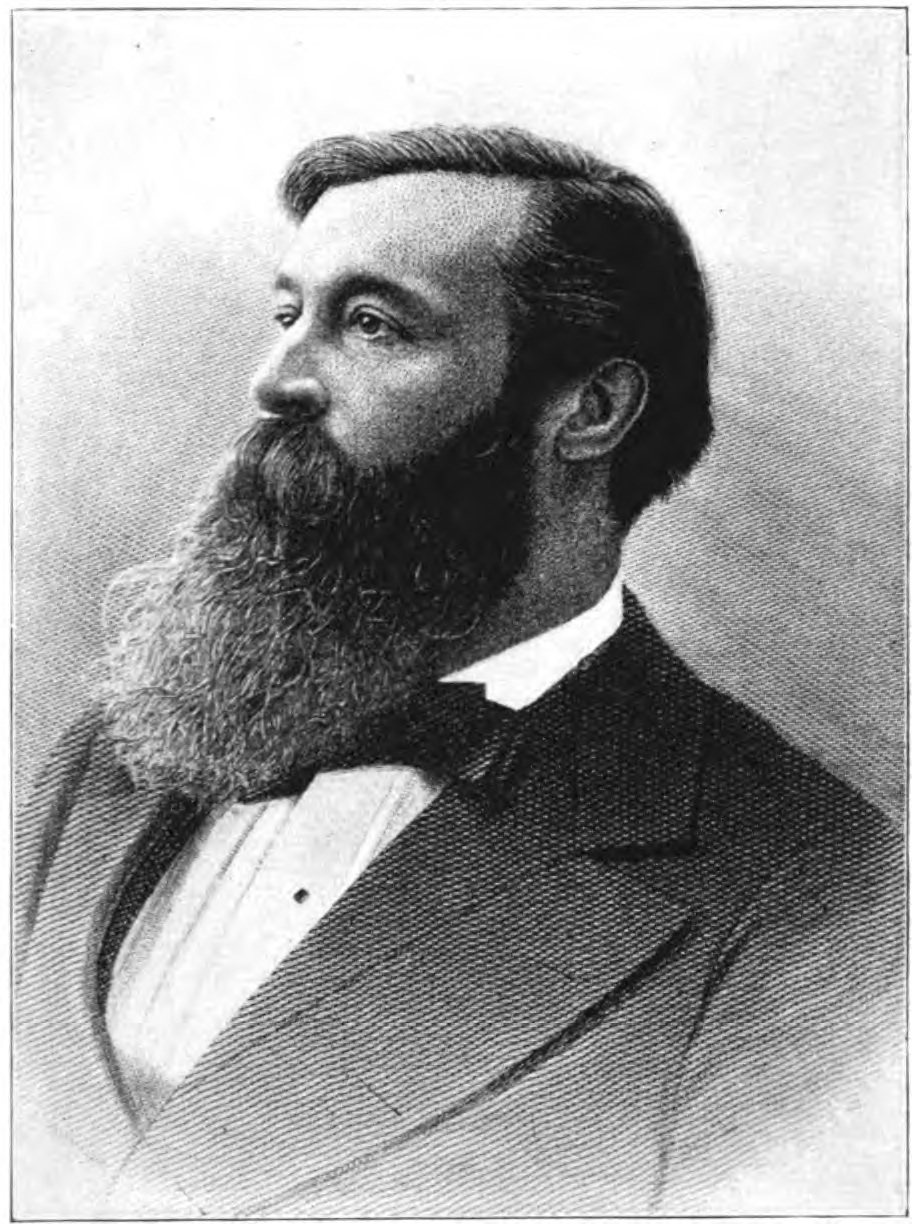
Edward F. Noyes

Edward Follansbee Noyes (* 3. Oktober 1832 in Haverhill, Essex County, Massachusetts; † 4. September 1890 in Cincinnati, Ohio) war ein US-amerikanischer Politiker (Republikanische Partei) und von 1872 bis 1874 der 30. Gouverneur des Bundesstaates Ohio.

## Frühe Jahre und Aufstieg in Ohio
Nach dem frühen Tod seiner Eltern wuchs Edward Noyes bei seinem Großvater in New Hampshire auf. Dort erlernte er das Druckerhandwerk. Bis 1857 besuchte er das Dartmouth College. Nach einem Umzug nach Cincinnati in Ohio studierte er an der dortigen Law School Jura. Nach seinem Abschluss wurde er in Ohio als Rechtsanwalt zugelassen.
Während des Bürgerkrieges stellte er ein Freiwilligenregiment zusammen und diente zunächst als Major und später als Colonel in dieser Einheit. In der Schlacht von Ruff’s Mills am 4. Juli 1864 wurde er schwer verwundet. Nach dem Ende des Krieges wurde er von 1865 bis 1866 Anwalt der Stadt Cincinnati. Im Jahr 1866 wurde er Richter an einem Nachlassgericht im Hamilton County. 1871 wurde er mit 51,8 Prozent der Stimmen gegen den Demokraten George Wythe McCook zum Gouverneur seines Staates gewählt.

## Gouverneur und Botschafter
Noyes trat sein neues Amt am 8. Januar 1872 an. In seiner Amtszeit wurden die Wahlgesetze verbessert, das Begnadigungssystem reformiert und die Sicherheitsbestimmungen im Bergbau verschärft. In der zweiten Phase seiner Amtszeit wurde der Staat von einer Wirtschaftskrise heimgesucht. Die Auswirkungen dieser Krise und innerparteiliche Probleme der Republikaner waren die Gründe für Noyes' Niederlage gegen William Allen bei den Gouverneurswahlen des Jahres 1873.
Nach dem Ende seiner Gouverneurszeit am 12. Januar 1874 zog sich Noyes vorübergehend aus der Politik zurück. Im Jahr 1876 unterstützte er den Präsidentschaftswahlkampf von Rutherford B. Hayes. Zum Dank ernannte ihn dieser nach seinem Wahlsieg als Nachfolger von Elihu B. Washburne zum Botschafter der Vereinigten Staaten in Frankreich. Dieses Amt hatte er von 1877 bis 1881 inne. Danach wurde er wieder Rechtsanwalt in Cincinnati. Von 1889 bis zu seinem Tod im Jahr 1890 war er Richter an einem Gericht in seiner Heimatstadt. Edward Noyes war verheiratet und hatte ein Kind.